# غريغ فلمنج
غريغ فلمنج (بالإنجليزية: Greg Fleming)‏ (27 سبتمبر 1986 في المملكة المتحدة - ) هو لاعب كرة قدم بريطاني في مركز حراسة المرمى. شارك مع منتخب اسكتلندا تحت 21 سنة لكرة القدم. أما مع النوادي، فقد لعب مع أولدهام أثلتيك ودونفرملين أثلتيك وغريمسبي تاون ونادي تشيسترفيلد ونادي كارلايل يونايتد ونادي ستنهاوسموير ونادي غالواي ‏ ونادي سلتيك نايشون وGretna F.C. ‏ ونادي آير يونايتد ونادي ليفينغستون لكرة القدم وغالواي يونايتد ‏.

## وصلات خارجية
- غريغ فلمنج على موقع قاعدة بيانات كرة القدم.إي يو (الإنجليزية)
- غريغ فلمنج على موقع Soccerbase.com (لاعب) (الإنجليزية)